# Tomimaru Okuni
Tomimaru Okuni (大国 富丸, Ookuni Tomimaru) é um astrônomo japonês, descobridor de asteroides, creditado pelo Minor Planet Center com um total de 130 descobertas entre 1995 e 2000.
O asteroide 7769 Okuni foi assim nomeado em sua honra.[carece de fontes?]